# Харацидови
Харацидовите (Characidae) са семейство сладководни субтропични и тропични риби, принадлежащи към разред Харацидоподобни (Characiformes). Те са най-разпространени в Америка – Югозападен Тексас и Мексико, както и в цяла Централна и Южна Америка. Срещат се и в Африка. Дължината им варира, като най-малките индивиди имат максимална дължина около 13 mm.

## Представители
- род Метиниси (Metynnis)
- род Paracheirodon:
  - Зелен неон
  - Обикновен неон (Неонова тетра)
  - Червен неон
- род Хифесобрикони (Hyphessobrycon)
  - Колумбийска тетра (Hyphessobrycon columbianus)
  - Лимонена тетра (Hyphessobrycon pulchripinnis)
  - Червен фантом (Hyphessobrycon sweglesi)
  - Черен неон (Hyphessobrycon herbertaxelrodi)
  - Черен фантом (Hyphessobrycon megalopterus)
- Колосома
- Палмер
- Пристела
- Родостомус
- Тернеция
- Хокейка
- Филигера
- Филомена
- Astyanax cordovae
- Astyanax guaporensis
- Astyanax mexicanus
- Astyanax trierythropterus
- Brycon acuminatus
- Brycon amazonicus
- Brycon orthotaenia
- Brycon polylepis
- Brycon posadae
- Bryconamericus alfredae
- Bryconamericus deuterodonoides
- Bryconamericus emperador
- Bryconamericus huilae
- Bryconamericus ichoensis
- Bryconamericus pachacuti
- Bryconamericus plutarcoi
- Bryconops gracilis
- Bryconops imitator
- Ceratobranchia binghami
- Characidium brevirostre
- Characidium lanei
- Characidium pteroides
- Characidium purpuratum
- Characidium schubarti
- Characidium stigmosum
- Charax macrolepis
- Cheirodon australe
- Cheirodon galusdai
- Cheirodon kiliani
- Cheirodon pisciculus
- Hemigrammus hyanuary
- Hemigrammus pulcher
- Hemigrammus rubrostriatus – Червенолентова тетра
- Roeboides affinis